# 홍승무
홍승무(1942년 ~ )는 조선민주주의인민공화국의 군인이자 정치인이다. 조선로동당 중앙위원회 위원 겸 당 군수공업부 제1부부장이다. 계급은 조선인민군 대장.

## 경력
2010년 9월 조선로동당 중앙위원회 후보위원에 선출되었다. 2016년 5월, 조선로동당 제7차 대회에서 조선로동당 중앙위원회 위원에 임명되었다.

## 최고인민회의 대의원
2014년 3월 최고인민회의 제13기 대의원과 2019년 제14기 대의원(제446호 운송선거구)으로 선출되었다.

## 기타
2011년 12월 김정일 사망 당시에 국가 장의위원회 위원을 맡았다.